# Monadicus perrieri
Monadicus perrieri – gatunek chrząszcza z rodziny sprężykowatych, podrodziny Prosterninae i plemienia Negastriini.

## Opis
Ciało podłużne. Głowa prawie płaska. Pokrywy z rowkami (striae). Cztery segmenty stóp płatkowane. Przedplecze gładkie, błyszczące. Szew przedpiersia szeroki, ostro zagięty. Fałda (carina) tylnych kątów przedplecza zanikająca przed jego wierzchołkiem. Przednia krawędź przedplecza niewygięta łukowato ponad głową (cecha różnicująca z rodzajem Madadicus).

## Występowanie
Gatunek ten jest endemitem Madagaskaru.